# 东城街道 (随州市)
东城街道，是中华人民共和国湖北省随州市曾都区下辖的一个乡镇级行政单位。

## 行政区划
东城街道下辖以下地区：
小东关社区、舜井道社区、蒋家岗社区、文峰塔社区、天后宫社区、带涢阁社区、龙门街社区、烈山社区和缫丝社区。